# Vincent Boi-Nai
Vincent Boi-Nai SVD (* 1. Januar 1945 in Labadi, Goldküste, Britisch-Westafrika) ist ein ghanaischer Ordensgeistlicher und emeritierter römisch-katholischer Bischof von Yendi.

## Leben
Vincent Boi-Nai trat der Ordensgemeinschaft der Steyler Missionare bei und empfing am 13. August 1977 das Sakrament der Priesterweihe. 
Papst Johannes Paul II. ernannte ihn am 16. März 1999 zum ersten Bischof des mit gleichem Datum errichteten Bistums Yendi. Der emeritierte Erzbischof von Tamale, Peter Poreku Dery, spendete ihm am 10. Juli desselben Jahres vor der Kathedrale Our Lady of Lourdes in Yendi die Bischofsweihe; Mitkonsekratoren waren Dominic Kodwo Andoh, Erzbischof von Accra, und Gregory Ebolawola Kpiebaya, Erzbischof von Tamale.
Am 3. Juni 2022 nahm Papst Franziskus das von Vincent Boi-Nai aus Altersgründen vorgebrachte Rücktrittsgesuch an.